# Trinity (суперкомпьютер)
Trinity — суперкомпьютер на базе суперкомпьютерной платформы Cray XC40, установленный в Лос-Аламосской национальной лаборатории (шт. Нью-Мексико, США). Введен в строй в 2015 году. Планируемое время работы — до 2020 года. На июнь 2018 года занимает 9-е место по производительности в мире в списке TOP500 с пиковой вычислительной мощностью в 43.9 PFLOPS. Основное назначение суперкомпьютера — управление ядерным арсеналом США.